# Polizeihaftlager Ulven
Das Polizeihaftlager Ulven wurde am 1. Juni 1940 auf einem alten Militärübungsplatz in Os (Vestland) 30 km südlich von Bergen (Norwegen) von der deutschen Sicherheitspolizei eingerichtet. Es unterstand dem Kommandeur der Sicherheitspolizei und des SD in Bergen.  Dies war bis Herbst 1941 SS-Sturmbannführer Gerhard Flesch und anschließend SS-Sturmbannführer Hans Wilhelm Blomberg.
Unter den Gefangenen befanden sich zunächst vor allem Kommunisten und Juden. Zu den Mordopfern zählten norwegische Widerstandskämpfer, norwegische Marineangehörige, sowjetische Kriegsgefangene und jugoslawische Partisanen. Ab Januar 1943 mussten die Häftlinge im nahegelegenen Espeland ein neues größeres Lager aufbauen, das im Sommer 1943 Ulven ablöste. Insgesamt waren bis dahin 800 Gefangene im Lager inhaftiert.